# Gary Fisher
Gary Fisher (5 novembre 1950) è un ciclista su strada statunitense.
È considerato uno degli inventori della moderna mountain bike.
Cominciò a correre su strada e pista all'età di 12 anni; tuttavia nel 1968 fu sospeso dalle corse a causa di una regola che prevedeva una lunghezza massima per i capelli. Fortunatamente questa fu abolita nel 1972 e la sua carriera poté proseguire. Vinse la TransAlp race in Europa e il titolo nazionale XC Master.
Nel 1975 Fisher si recava al lavoro utilizzando la sua bicicletta Schwinn Excelsior X degli anni trenta: rinnovò il mezzo adattando dei freni a tamburo (leve e cavi presi da motociclette) e una tripla guarnitura, tutti ricavati da "junkers" che Fisher aveva trovato in negozi di biciclette. L'anno successivo partecipò alla "Repack downhill race", organizzata dal suo compagno di stanza Charlie Kelly, lungo un tortuoso tracciato che scendeva dal monte Pine vicino a Fairfax, in California, appena a nord di San Francisco, che metteva a dura prova gli impianti frenanti dei partecipanti. Fisher ottenne il miglior tempo con 4:22.
Kelly creò il termine "mountain bike", dopo aver sentito una frase di un meccanico. Quell'anno Kelly e Fisher fondarono MountainBike, la prima azienda specializzata nella realizzazione di questo tipo di biciclette. I telai erano costruiti da Tom Ritchey che più tardi fondò un proprio marchio. Il primo modello costava 1300$ e ne furono venduti 160 esemplari nel primo anno.
Il 1979 vide l'avvento di Shimano nella "mtb" e la sfortunata evoluzione di "MountainBike", tanto che fallì nel 1983. Nello stesso anno tuttavia Fisher fondò un nuovo marchio : "Fisher Mountain Bikes". Questo fu poi successivamente acquistato da Trek nel 1993.
Fisher comunque continuò a gestire in design ed il marketing, oltre a essere scopritore e mentore di nuovi talenti.
Il più celebre fu la vincitrice della medaglia d'oro della mountain bike femminile alle olimpiadi del 1996 e 2000: Paola Pezzo.
Nel 2006 partecipa al film documentario Klunkerz: A Film About Mountain Bikes diretto da William Savage.

## Riconoscimenti
Nel 1988 Fisher è stato inserito nel "Mountain Bike Hall of Fame".
Nel 1994 è stato citato citato su Smithsonian come "padre fondatore della mountain bike".
Nel 1998 ha ottenuto un riconoscimento da Popular Mechanics per le sue innovazioni nello sport. 
Nel 2000, la rivista outside ha messo il suo nome tra i 50 che "hanno lasciato la loro impronta" nello sport.